# Fosforisotoper
Fosforisotoper är isotoper av grundämnet fosfor (P), det vill säga atomer och kärnor med 15 protoner och olika antal neutroner.

## Isotoper
Fosfor har 23 kända isotoper, varav 1 är stabil (31P). Detta gör fosfor till ett monoisotopiskt grundämne. Det är också den enda isotopen som förekommer naturligt, och därmed är fosfor även ett mononuklidiskt grundämne.
Bland de mer långlivade isotoperna kan nämnas 32P (halveringstid på 14,263 dagar) och 33P (halveringstid på 25,34 dagar). Alla andra isotoper har en halveringstid under 2,5 minuter, och de flesta av dem under sekund. Den minst stabila kända radioisotopen är 25P med en halveringstid på mindre än 30 nanosekunder, men halveringstiden av 24P förblir okänd.
De lättaste isotoperna (25P och 24P) sönderfaller genom protonemission till kiselisotoper. De något tyngre isotoperna, men ändock lättare än 31P, sönderfaller främst genom positronemission (β+) till även kiselisotoper, och mycket mer sällan till aluminium- eller magnesiumisotoper.

### Fosfor-32
32P är en radioisotop vars kärna består 15 protoner och 17 neutroner. Den sönderfaller genom att emittera en β-partikel (1,71 MeV) i 32O med en halveringstid på 14,263 dagar. Den används ofta i laboratorier, främst för produktion av DNA- eller RNA-isotopmärkning, och används exempelvis i metoderna Northern blot och Southern blot. Eftersom betapartiklar med hög energi tränger igenom hud och hornhinnor, och eftersom allt 32P som sväljs, inhaleras eller absorberas lätt införlivas i ben och nukleinsyror, kräver OSHA därför att labbrock, engångshandskar och skyddsglasögon bärs när man arbetar med 32P, och att man undviker att arbeta direkt över en öppen behållare för att skydda ögonen. Dessutom, på grund av den höga energin hos betapartiklar, ger strålskydd av denna strålning med de normalt använda täta materialen (exempelvis bly) upphov till sekundär emission av röntgenstrålar genom en process som kallas bromsstrålning. Därför måste strålskyddet ske med hjälp av material med låg densitet, exempelvis plexiglas, polymetylmetakrylat, plast, trä eller vatten.

### Fosfor-33
33P är en radioisotop vars kärna består 15 protoner och 18 neutroner. Den sönderfaller genom att sända ut en β-partikel (0,25 MeV) i 34O med en halveringstid på 25,34 dagar. Det används i livsvetenskapliga laboratorier i applikationer där lägre energibetastrålning är fördelaktigt, såsom DNA-sekvensering. Den kan också användas för att märka nukleotider. Den är mindre energisk än 32P, vilket ger en bättre upplösning. En nackdel är dess högre kostnader jämfört med 32P, eftersom bombardemang av 31P huvudsakligen resulterar i 32P. Dess maximala specifika aktivitet är 5118 Ci/mol.

## Tabell
| Nuklid                        | Z  | N  | Massa (u)       | Halveringstid | ST (%)              | SE (MeV) | SP     | Spinn    | Förekomst (%) |
| ----------------------------- | -- | -- | --------------- | ------------- | ------------------- | -------- | ------ | -------- | ------------- |
| 24P                           | 15 | 9  | 24,03435(54)#   |               | β+ (> 99,9 %)       |          | 23Si   | (1+)#    |               |
| 24P                           | 15 | 9  | 24,03435(54)#   | β+ (< 0,1 %)  |                     | 24Si     |        | (1+)#    |               |
| 25P                           | 15 | 10 | 25,02026(21)#   | 30 ns         | p                   |          | 24Si   | (½+)#    |               |
| 26P                           | 15 | 11 | 26,01178(21)#   | 43,7 ms       | β+ (98,1 %)         | 18,12    | 26Si   | (3+)     |               |
| 26P                           | 15 | 11 | 26,01178(21)#   | 43,7 ms       | β+ 2p (1 %)         |          | 24Mg   | (3+)     |               |
| 26P                           | 15 | 11 | 26,01178(21)#   | 43,7 ms       | β+ p (0,9 %)        | 12,6     | 25Al   | (3+)     |               |
| 27P                           | 15 | 12 | 26,999230(28)   | 260 ms        | β+ (99,93 %)        | 11,63    | 27Si   | ½+       |               |
| 27P                           | 15 | 12 | 26,999230(28)   | 260 ms        | β+ p (0,07 %)       | 4,17     | 26Al   | ½+       |               |
| 28P                           | 15 | 13 | 27,992315(4)    | 270,3 ms      | β+ (99,99 %)        | 14,332   | 28Si   | 3+       |               |
| 28P                           | 15 | 13 | 27,992315(4)    | 270,3 ms      | β+ p (0,0013 %)     |          | 27Al   | 3+       |               |
| 28P                           | 15 | 13 | 27,992315(4)    | 270,3 ms      | β+ α (8,6 × 10−4 %) |          | 24Mg   | 3+       |               |
| 29P                           | 15 | 14 | 28,9818006(6)   | 4,142 s       | β+                  | 4,943    | 29Si   | ½+       |               |
| 30P                           | 15 | 15 | 29,9783138(3)   | 2,498 min     | β+                  | 4,232    | 30Si   | 1+       |               |
| 31P                           | 15 | 16 | 30,97376163(20) | Stabil        | Stabil              | Stabil   | Stabil | ½+       | 100           |
| 32P                           | 15 | 17 | 31,97390727(20) | 14,263 d      | β−                  | 1,711    | 32S    | 1+       | Spår          |
| 33P                           | 15 | 18 | 32,9717255(12)  | 25,34 d       | β−                  | 0,249    | 33S    | ½+       |               |
| 34P                           | 15 | 19 | 33,973636(5)    | 12,43 s       | β−                  | 5,374    | 34S    | 1+       |               |
| 35P                           | 15 | 20 | 34,9733141(20)  | 47,3 s        | β−                  | 3,989    | 35S    | ½+       |               |
| 36P                           | 15 | 21 | 35,978260(14)   | 5,6 s         | β−                  | 10,413   | 36S    | 4−#      |               |
| 37P                           | 15 | 22 | 36,97961(4)     | 2,31 s        | β−                  | 7,9      | 37S    | ½+#      |               |
| 38P                           | 15 | 23 | 37,98416(11)    | 0,64 s        | β− (88 %)           | 12,39    | 38S    | (0, 4)−  |               |
| 38P                           | 15 | 23 | 37,98416(11)    | 0,64 s        | β− + n (12 %)       | 4,36     | 37S    | (0, 4)−  |               |
| 39P                           | 15 | 24 | 38,98618(11)    | 0,19 s        | β− (74 %)           | 10,51    | 39S    | ½+#      |               |
| 39P                           | 15 | 24 | 38,98618(11)    | 0,19 s        | β− + n (26 %)       | 6,14     | 38S    | ½+#      |               |
| 40P                           | 15 | 25 | 39,99130(15)    | 153 ms        | β− (70 %)           | 14,5     | 40S    | (2−, 3−) |               |
| 40P                           | 15 | 25 | 39,99130(15)    | 153 ms        | β− + n (30 %)       | 6,75     | 39S    | (2−, 3−) |               |
| 41P                           | 15 | 26 | 40,99434(23)    | 120 ms        | β− (70 %)           | 13,8     | 41S    | ½+#      |               |
| 41P                           | 15 | 26 | 40,99434(23)    | 120 ms        | β− + n (30 %)       | 9,9      | 40S    | ½+#      |               |
| 42P                           | 15 | 27 | 42,00101(48)    | 48,5 ms       | β− (50 %)           | 17,3     | 42S    |          |               |
| 42P                           | 15 | 27 | 42,00101(48)    | 48,5 ms       | β− + n (50 %)       | 10,6     | 41S    |          |               |
| 43P                           | 15 | 28 | 43,00619(104)   | 36,5 ms       | β−                  | 15,6     | 43S    | ½+#      |               |
| 43P                           | 15 | 28 | 43,00619(104)   | 36,5 ms       | β− + n              | 12,3     | 42S    | ½+#      |               |
| 44P                           | 15 | 29 | 44,01299(75)#   | 18,5 ms       | β−                  |          | 44S    |          |               |
| 45P                           | 15 | 30 | 45,01922(86)#   | 8 ms          | β−                  |          | 45S    | ½+#      |               |
| 46P                           | 15 | 31 | 46,02738(97)#   | 4 ms          | β−                  |          | 46S    |          |               |
| Denna tabell: visa • redigera |    |    |                 |               |                     |          |        |          |               |

Anmärkningar
- Stabila isotoper anges i fetstil.
- Värden markerade med # härrör inte enbart från experimentella data, men åtminstone delvis från systematiska trender.
- Osäkerheter anges i kort form i parentes efter värdet. Osäkerhetsvärden anger en standardavvikelse, utom isotopsammansättningen och standardatommassa från IUPAC, som använder expanderade osäkerhet.
- Nuklidmassor är givna av IUPAP Commission on Symbols, Units, Nomenclature, Atomic Masses and Fundamental Constants (SUNAMCO).
- Isotopförekomster är givna av IUPAC Commission on Isotopic Abundances and Atomic Weights.